# Tournoi de tennis de Winnetka
Le Nielsen Pro Tennis Championship est un tournoi international de tennis masculin du circuit professionnel Challenger. Il a lieu tous les ans au mois de juillet à Winnetka, aux États-Unis. Depuis 1984, il se joue sur dur en extérieur et il fait partie du USTA Pro Circuit Wild Card Challenge qui permet de déterminer quel joueur américain obtient l'invitation pour disputer l'US Open.

## Palmarès messieurs

### Simple
| Année     | Vainqueur          | Finaliste           | Score          |
| --------- | ------------------ | ------------------- | -------------- |
| 1984      | Marc Flur          | Mike Leach          | 6-3, 6-4       |
| 1985      | Barry Moir         | Harold Solomon      | 2-6, 7-5, 6-2  |
| 1986      | Non joué           | Non joué            | Non joué       |
| 1987      | Simon Youl         | Roberto Saad        | 5-7, 7-6, 6-3  |
| 1988      | Jeff Tarango       | Gianluca Pozzi      | 7-5, 5-7, 6-2  |
| 1989      | Brian Garrow       | Todd Martin         | 6-4, 6-2       |
| 1990      | Cristiano Caratti  | Chris Garner        | 7-6, 6-1       |
| 1991      | Byron Black        | Todd Martin         | 6-4, 4-6, 6-2  |
| 1992      | Chuck Adams        | Steve Bryan         | 6-2, 6-4       |
| 1993      | Kevin Ullyett      | Maurice Ruah        | 6-3, 6-2       |
| 1994      | Vincent Spadea     | Cristiano Caratti   | 6-1, 4-6, 7-5  |
| 1995-1996 | Pas de tournoi     | Pas de tournoi      | Pas de tournoi |
| 1997      | Gianluca Pozzi     | Wayne Black         | 6-4, 6-2       |
| 1998      | Geoff Grant        | Diego Nargiso       | 5-7, 6-3, 7-5  |
| 1999      | Alex O'Brien       | Max Mirnyi          | 6-2, 6-2       |
| 2000      | Takao Suzuki       | Yoon Yong-il        | 6-2, 6-4       |
| 2001-2005 | Pas de tournoi     | Pas de tournoi      | Pas de tournoi |
| 2006      | Sam Querrey        | Andrea Stoppini     | 6-2, 6-3       |
| 2007      | Noam Okun          | Kevin Anderson      | 6-4, 6-3       |
| 2008      | Rajeev Ram         | Scoville Jenkins    | 7-5, 6-4       |
| 2009      | Alex Kuznetsov     | Tim Smyczek         | 6-4, 7-61      |
| 2010      | Brian Dabul        | Tim Smyczek         | 6-1, 1-6, 6-1  |
| 2011      | James Blake        | Bobby Reynolds      | 6-3, 6-1       |
| 2012      | John-Patrick Smith | Ričardas Berankis   | 3-6, 6-3, 7-63 |
| 2013      | Jack Sock          | Bradley Klahn       | 6-4, 6-2       |
| 2014      | Denis Kudla        | Farrukh Dustov      | 6-2, 6-2       |
| 2015      | Somdev Devvarman   | Daniel Nguyen       | 7-5, 4-6, 7-65 |
| 2016      | Yoshihito Nishioka | Frances Tiafoe      | 6-3, 6-2       |
| 2017      | Akira Santillan    | Ramkumar Ramanathan | 7-61, 6-2      |
| 2018      | Evgeny Karlovskiy  | Jason Jung          | 6-3, 6-2       |
| 2019      | Bradley Klahn      | Jason Kubler        | 6-2, 7-5       |

### Double
| Année     | Vainqueurs                             | Finalistes                               | Score             |
| --------- | -------------------------------------- | ---------------------------------------- | ----------------- |
| 1984      | Dan Goldie Michael Kures               | Ricardo Acuña Belus Prajoux              | 3-6, 6-4, 7-5     |
| 1985      | Ricky Brown Luke Jensen                | Kelly Evernden Brian Levine              | 6-4, 6-7, 6-4     |
| 1986      | Non joué                               | Non joué                                 | Non joué          |
| 1987      | Tobias Svantesson Jon Treml            | Pieter Aldrich Warren Green              | 6-3, 6-4          |
| 1988      | Ricardo Acuña Royce Deppe              | Jared Palmer Pete Sampras                | 6-4, 6-4          |
| 1989      | Ville Jansson Scott Warner             | Bill Benjes Arkie Engle                  | 6-7, 6-4, 6-4     |
| 1990      | Zeeshan Ali Menno Oosting              | Doug Flach Luis Herrera                  | 4-6, 6-3, 6-2     |
| 1991      | Byron Black Scott Melville             | Keith Evans Dave Randall                 | 6-4, 4-6, 6-2     |
| 1992      | Andrew Kratzmann Roger Rasheed         | Rick Witsken Todd Witsken                | 6-3, 3-6, 6-3     |
| 1993      | Wayne Arthurs Mark Petchey             | Patrick Rafter Sandon Stolle             | 7-6, 6-7, 6-4     |
| 1994      | Brian MacPhie David Witt               | Doug Flach Wade McGuire                  | 7-5, 6-2          |
| 1995-1996 | Pas de tournoi                         | Pas de tournoi                           | Pas de tournoi    |
| 1997      | Michael Sell Myles Wakefield           | Chad Clark Ben Ellwood                   | 6-3, 7-6          |
| 1998      | Grant Silcock Myles Wakefield          | Geoff Grant Mark Merklein                | 1-6, 7-6, 7-6     |
| 1999      | James Blake Thomas Blake               | Max Mirnyi Alex Reichel                  | 6-4, 67-7, 6-3    |
| 2000      | Lee Hyung-taik Yoon Yong-il            | Matthew Breen Luke Smith                 | 2-6, 7-5, 6-3     |
| 2001-2005 | Pas de tournoi                         | Pas de tournoi                           | Pas de tournoi    |
| 2006      | Cecil Mamiit Eric Taino                | Scoville Jenkins Rajeev Ram              | 6-2, 6-4          |
| 2007      | Patrick Briaud Chris Drake             | Nicholas Monroe Izak van der Merwe       | 7-65, 6-4         |
| 2008      | Todd Widom Michael Yani                | Chen Ti Jose Statham                     | 6-2, 6-2          |
| 2009      | Carsten Ball Travis Rettenmaier        | Brett Joelson Ryan Sweeting              | 6-1, 6-2          |
| 2010      | Ryler DeHeart Pierre-Ludovic Duclos    | Rik De Voest Somdev Devvarman            | 7-64, 4-6, [10-8] |
| 2011      | Treat Conrad Huey Bobby Reynolds       | Jordan Kerr Travis Parrott               | 7-67, 6-4         |
| 2012      | Devin Britton Jeff Dadamo              | John Peers John-Patrick Smith            | 1-6, 6-2, [10-6]  |
| 2013      | Yuki Bhambri Michael Venus             | Somdev Devvarman Jack Sock               | 2-6, 6-2, [10-8]  |
| 2014      | Denis Kudla Thanasi Kokkinakis         | Evan King Raymond Sarmiento              | 6-2, 7-64         |
| 2015      | Johan Brunström Nicholas Monroe        | Sekou Bangoura Frank Dancevic            | 4-6, 6-3, [10-8]  |
| 2016      | Stefan Kozlov John-Patrick Smith       | Sekou Bangoura David O'Hare              | 6-3, 6-3          |
| 2017      | Sanchai Ratiwatana Christopher Rungkat | Kevin King Bradley Klahn                 | 7-64, 6-2         |
| 2018      | Austin Krajicek Jeevan Nedunchezhiyan  | Roberto Maytín Christopher Rungkat       | 64-7, 6-4, [10-5] |
| 2019      | Juan Cruz Aragone Bradley Klahn        | Christopher Eubanks Thai-Son Kwiatkowski | 7-5, 6-4          |